# Schoeniclus
Schoeniclus är ett fågelsläkte i familjen fältsparvar inom ordningen tättingar. Arterna i släktet placeras vanligen i Emberiza, men tongivande taxonomiska auktoriteten Howard & Moore har valt att bryta upp detta i flera efter DNA-studier som visar att olika delar av släktet skildes åt för relativt länge sedan. Till Schoeniclus förs 15 arter med utbredning i Europa och norra Asien, inklusive skiffersparven som tidigare placerades i det egna släktet Latoucheornis:
- Praktsparv (Schoeniclus elegans)
- Skiffersparv (Schoeniclus siemsseni) – placerades tidigare i det egna släktet Latoucheornis, men står nära elegans
- Amursävsparv (Schoeniclus yessoensis)
- Sävsparv (Schoeniclus schoeniclus)
- Dvärgsävsparv (Schoeniclus pallasi)
- Gyllensparv (Schoeniclus aureolus)
- Videsparv (Schoeniclus rusticus)
- Dvärgsparv (Schoeniclus pusillus)
- Gråhuvad sparv (Schoeniclus spodocephalus)
  - Ainusparv (S. [s.] personata) – urskiljs allt oftare som egen art
- Svavelsparv (Schoeniclus sulphuratus)
- Rödbrun sparv (Schoeniclus rutilus)
- Gulbrynad sparv (Schoeniclus chrysophrys)
- Amursparv (Schoeniclus tristrami)
- Blågrå sparv (Schoeniclus variabilis)